# Cyperus rheophyticus
Cyperus rheophyticus är en halvgräsart som beskrevs av Kaare Arnstein Lye. Cyperus rheophyticus ingår i släktet papyrusar, och familjen halvgräs.
Artens utbredningsområde är Kamerun. Inga underarter finns listade i Catalogue of Life.